# جرارد دلوفئو
جرارد دلوفئو لاسارو (اسپانیایی: Gerard Deulofeu Lázaro‎) زادهٔ ۱۳ مارس ۱۹۹۴ بازیکن فوتبال اهل اسپانیا است و برای باشگاه اودینزه در سری آ بازی می‌کند. او عمدتاً یک مهاجم است اما می‌تواند به عنوان وینگر نیز در هر دو جناح بازی کند.
دلوفئو فوتبال را در زادگاه خود و در آکادمی بارسلونا آغاز کرد، وی اولین بار و در هنگامی که تنها ۱۷ سال سن داشت، وارد تیم بزرگسالان شد. این بازیکن اسپانیایی پیش از پیوستن به اورتون در سال ۲۰۱۵، به طور قرضی برای تافی‌ها و سویا به میدان رفت. گذراندن یک دورهٔ موفق قرضی در سری آ و برای آث میلان، مدیران بارسا را مجاب کرد تا در ژوئن ۲۰۱۷ او را به نیوکمپ برگردانند. اما فوتبالیست پرورش یافته در لاماسیا، هنگامی که به خانه برگشت، نتوانست اعتماد مربی و مسئولان وقت باشگاه را جلب و جایی در ترکیب اصلی پیدا کند. سرانجام در پی نیمکت نشینی های پیاپی و نرسیدن بازی به مهاجم کاتالان، در ماه ژوئن سال ۲۰۱۸ با انتقالی قرضی، به واتفورد ملحق شد و در اواخر همان سال نیز با باشگاه مذکور انگلیسی قرارداد امضا کرد.

## افتخارات
بارسلونا بی
- کوپا دل ری جوانان: ۲۰۱۱

سویا
- لیگ اروپا: ۲۰۱۴–۱۵

بارسلونا
- لالیگا: ۲۰۱۷–۱۸

واتفورد
- نایب قهرمان جام حذفی: ۱۹–۲۰۱۸

زیر ۱۷ سال اسپانیا
- نایب قهرمان زیر ۱۷ سال اروپا: ۲۰۱۰

زیر ۱۹ سال اسپانیا
- قهرمان زیر ۱۹ سال اروپا: ۲۰۱۱، ۲۰۱۲

زیر ۲۱ سال اسپانیا
- نایب قهرمان زیر ۲۱ سال اروپا: ۲۰۱۷